# Элба (город, Миннесота)
Элба (англ. Elba) — город в округе Уинона, штат Миннесота, США. На площади 5,3 км² (5,3 км² — суша, водоёмов нет), согласно переписи 2002 года, проживают 214 человек. Плотность населения составляет 40,5 чел./км².
- Телефонный код города — 507
- Почтовый индекс — 55910
- FIPS-код города — 27-18386[1]
- GNIS-идентификатор — 0643223[2]